# مکانیسین پرینسپال لیستن (ناوشکن فرانسوی)
مکانیسین پرینسپال لیستن (ناوشکن فرانسوی) (به انگلیسی: French destroyer Mécanicien Principal Lestin) یک کشتی بود که طول آن ۸۲٫۶ متر (۲۷۱ فوت ۰ اینچ) بود. این کشتی  در سال ۱۹۱۵ ساخته شد.